# マット・ウィンチェスター
マット・ウィンチェスター（Matt Winchester、1978年7月21日 - ）はアメリカ合衆国のプロレスラー。ウィスコンシン州ウォキショー出身。

## 来歴
2001年、プロレスラーデビューを果たす。地元であるウィスコンシン州を拠点とするBCW（Brew City Wrestling）を中心にディンティ・ムーア（Dinty Moore、Dinn T. Moore）のリングネームでインディアナ州のEWF（Extreme Wrestling Federation）、イリノイ州のTTW（Totally Tool Wrestling）などアメリカ中西部のインディー団体で活動。
2005年、ハーリー・レイスが主宰するWLW（World League Wrestling）にてトレーニングを開始。2006年1月28日、WWEがサウスカロライナ州での公演の際に出場する機会を得てSmackDown!の前座番組であるVelocityに出場。ハーリー・レイスの息子であるリーランド・レイスと組んでジムナイ（ジェイク & ジェシー）と対戦するがリーランドが捕まると一方的に攻められ最後にスカイリフトスラムを喰らい敗戦。
2007年1月14日、WWE・RAWの前座番組であるHEATにてダニエル・クロスと組んでハイランダーズ（ロビー・マカリスター & ローリー・マカリスター）と対戦。最後にクロスがスコットドロップを喰らい敗戦。3月17日、WLWにて空位となったWLWタッグ王座を巡りブランデン・テイタムと組んでスーパースター・スティーブ & ダコタと対戦して勝利し、王座を戴冠。9月21日、WLWが業務提携しているNOAHから遠征してきたレスラー達と対戦。森嶋猛 & テイタムと組んでデンジャラス・デリック & KENTA & 丸藤正道と対戦。最後に丸藤から不知火を決められ敗戦。同月22日、森嶋 & テイタムと組んでデリン・ウェイド & スーパースター・スティーブ & KENTAと対戦。最後にKENTAからgo 2 sleepを決められ敗戦。11月18日、WWE・HEATにてスティーブ・フェンダーと組んでワールド・グレイテスト・タッグチーム（シェルトン・ベンジャミン & チャーリー・ハース）と対戦。最後にベンジャミンからTボーン・スープレックスを喰らい敗戦。
2008年10月4日、WLWにて空位となったWLWヘビー級王座を巡り9人バトルロイヤルに出場。終盤に潮崎豪、トマソ・ホイットニーの3人で争う展開になるが最後にホイットニーと共に脱落して王座を戴冠するに至らなかった。同月24日、ブライアン・ブレーカーと組んでWLWタッグ王座を保持するスティーブ・アンソニー & マーク・ゴディカーに挑戦して勝利。ベルトを奪取。
2009年、活動の拠点をWLWからNWA加盟団体であるNWAウィスコンシンへと移す。2月14日、ACW（All-Star Championship Wrestling）のValentine's Vendetta 2009にてACWヘビー級王座を保持するディスファンクションに挑戦。勝利してベルトを奪取。3月27日、BCW（Brew City Wrestling）にて空位となっていたNWAハートランドステイツヘビー級王座を巡りダリン・ウェイド、ディスファンクション、メイソン・クインと4wayマッチで対戦。勝利して王座を戴冠。
2010年、リングネームを本名であるマット・ウィンチェスター（Matt Winchester）へと変更。7月よりニック・コルッチとビアシティ・ブルーザーズ（The Beer City Bruisers）なるタッグチームを結成。2011年にはブランドン・ブレイズ、サディストがメンバー入りしてユニットへと拡大。
2012年5月11日、BCW It's Hammer Timeにてコルッチと組んでBCWタッグ王座を保持するアーバン・ホースメン（クリス・ブラック & TCワシントン）が保持するBCWタッグ王座を賭けた5wayタッグTLCマッチで対戦して勝利。ベルトを奪取。10月19日、	BCW Nightmare on 92nd StreetにてECWのレジェンドレスラーであるサブゥーと対戦して勝利し、金星を挙げる。12月1日、WPW（Wisconsin Pro Wrestling）のNight of Championsにてコルッチと組んでWPWタッグ王座を保持するドリームポリス（クリス・ガンビーノ & ドン・ゴッチ）に挑戦して勝利。ベルトを奪取。
2013年7月12日、ROHのReclamationに参戦。コルッチと組んでベンジャミン・ブーン & チーズバーガーと対戦。最後にロケットランチャーからミッドナイト・エクスプレスへと繋げられて敗戦。
2015年1月3日、ROHのトッププロスペクトトーナメント2015にニックネームであるビアシティ・ブルーザー（Beer City Bruiser）をリングネームとして出場。1回戦でマイキー・ウェブと対戦し、最後にDDTを決めて勝利。同月24日、準決勝でウィル・フェラーラと対戦するが最後にコード・ブレイカーを喰らい敗戦した。3月14日、ROH Conquest Tourにてチーズバーガーと対戦。最後にリキシドライバーを決めて勝利。7月、サイラス・ヤングとタッグを結成。8月19日、ROH on DAにてヤングがダルトン・キャッスルと対戦して敗戦した事からキャッスルのマン・サーヴァントであるテイト・ツインズ（ブランドン・テイト & ブレント・テイト）を賭けて抗争を開始。9月18日、ROH All Star Extravaganza VIIにてヤングがキャッスルに勝利してテイト・ツインズを奪い、10月14日にROH on DAにてテイト・ツインズと無理やりアフターマッチを組むと一方的に攻め込んで勝利した。

## 得意技
シットアウト・チョークスラム
フィニッシャー
リキシドライバー
リバース・パイルドライバー
DDT
ダイビング・ボディプレス

## 獲得タイトル
WLW（World League Wrestling）
- WLWタッグ王座 : 2回

w / ブランデン・テイタム
w / ブライアン・ブレーカー
WPW（Wisconsin Pro Wrestling）
- WPWヘビー級王座 : 1回
- WPWタッグ王座 : 1回

w / ホセ・ゲレロ
BCW（Brew City Wrestling）
- BCWヘビー級王座 : 4回
- BCWタッグ王座 : 4回

w / ブランデン・テイタム : 1回
w / ニック・コルッチ : 3回
ACW（All-Star Championship Wrestling）
- ACWヘビー級王座 : 1回

ZERO1 USA
- NWAハートランドステイツヘビー級王座 : 2回

NWAアンリーシュド
- NWAアンリーシュドヘビー級王座 : 1回

## 入場曲
- Deborah Difonzo - Depth Charge